# Musique aléatoire
La musique aléatoire est un courant de la musique occidentale savante né dans la deuxième moitié du XXe siècle caractérisée par l'exploitation du hasard dans certains éléments de sa composition. Développée par des musiciens tels que John Cage ou Earle Brown, la musique aléatoire a attiré plusieurs compositeurs qui ont tenté de travailler avec le « hasard ».
Cette option de hasard — ou d'aléa — s’articule pour John Cage autour du Yi Jing  « Classique des changements ». La principale œuvre est Music of Changes écrite en 1951 pour piano. Le tirage du Yi Jing sera employé grâce à un petit programme informatique par John Cage quasiment systématiquement dans le choix de l'ordonnancement des éléments de compositions préalablement choisi. Le système en "fenêtre de temps" à partir de 1985 en est un exemple évident.
Pour Earle Brown qui ironisait sur le "Flip flop" cagien, il s'appuya pour la création de la première partition graphique "Folio" dès 1952 sur l'expérience de la peinture de Jackson Pollock et ses Dripping ainsi que des mobiles d'Alexander Calder.
Le pianiste David Tudor fut l'interprète privilégié de ces compositions et développa comme compositeur plus tard des musiques électroniques 
D’autre part, les objets mathématiques qui se sont développés grâce aux machines de calcul procurent véritablement un intermédiaire vers des paradigmes esthétiques que l’expérimentation musicale essayera petit à petit de mettre à jour. Cet intermédiaire se situerait alors entre un ordre régulier, périodique, et un chaos incontrôlé, aléatoire et singulier. C'est le sens de l'évolution des compositions de musique aléatoire, notamment de la musique stochastique de Iannis Xenakis.